# 琳利·汉嫩
琳利·汉嫩（英語：Lynley Hannen，1964年8月27日—），新西兰女子赛艇运动员。她曾代表新西兰参加1988年夏季奥林匹克运动会赛艇比赛，获得女子双人单桨无舵手铜牌。